# دی لوته
دی لوته (به هلندی: De Lutte) یک منطقهٔ مسکونی در هلند است که در لوسر (هلند) واقع شده‌است. دی لوته ۳٫۴۶۰ نفر جمعیت دارد.